# Роберт Вєнцкевич
Роберт Вєнцкевич (пол. Robert Więckiewicz, *30 червня 1967) — польський актор театру і кіно.

## Біографія
Народився в м. Нова Руда в Нижньосілезькому воєводстві Польщі. Нині є його почесним громадянином. Закінчив Будівельний технікум в Ліґниці. З 1989 по 1993 рік навчався на Акторському факультеті у Вроцлаві Державної театральної вищої школи в Кракові.
В 1993–1998 роках був актором Театру Польського в Познані. З 1999 року — в Театрі Розмаїття у Варшаві, Національному театрі, Лабораторії драми, Театрі «Montownia». До найбільш значних театральних ролей Вєнцкевича належать Коваль у «Ковалю Маламбо» Тадеуша Слободзянка, Марка у «Mark w Shopping and fucking» Марка Равенхілла, обидві постановки режисера Павла Лисака, Тит у «Тестостероні» Анджея Сарамоновича режисерства Аґнєшки Ґлінської, Король у «Коронації» Марка Модзелевського режисерства Лукаша Коса, Віталій в «Казці про мертву царівну» Ніколая Коляди режисера Пьотра Лазаркевича (Театр TV).
На екрані Вєнцкевич дебютував в 1993 році у «Фердидурке» за романом Вітольда Ґомбровича (режисер Єжи Сколімовський). Грав поміж іншими у фільмах Фелікса Валька, Філіпа Байона, Анджея Сарамоновича та Томаша Конецького, Юліуша Махульського, Владо Балка, Павла Боровського, Войцеха Смажовського, Яна Кідави-Блонського. Зіграв у багатьох телесеріалах.
Роль Цуми в «Vinci» Махульського (2004) принесла йому визнання польської публіки, а також того ж 2004 року премію на Міжнародному фестивалі фільмів нуар в Курайорі (Франція). Ще більший успіх принесла роль Анджея, вчителя фізкультури та алкоголіка в фільмі Томаша Вишневського «Все буде добре» (2007). За неї отримав чимало нагород, включно із премією за головну чоловічу роль на Фестивалі польських художніх фільмів у Гдині в 2007 році та Орла — премію Польської кіноакадемії за 2007 рік та в 2008 році акторську премію на Міжнародному фестивалі в Сетубалі (Португалія). У 2009 році отримав наступного Орла — за найкращу чоловічу роль другого плану 2008 року (у фільмі «Скільки важить троянський кінь», а в 2010 році нова нагорода за чоловічу роль другого плану в фільмі «Злий дім» Войцеха Смажовського. В 2011 році отримав Орла за найкращу головну чоловічу роль 2010 року — у фільмі «Ружичка» Яна Кідави-Блонського. Головні ролі мав також у фільмах «Вимик» Ґреґа Зґлінського та «Баби якісь інші» Марка Котерського. У фільмі Аґнєшки Холланд «У темряві» (2012) зіграв Леопольда Соху, працівника водостоків у Львові, котрий рятував євреїв під час нацистської окупації міста.
Остання відома роль Роберта Вєнцкевича — Леха Валенси в фільмі Анджея Вайди «Валенса. Людина з надії» (2013).
Одружений з Наталією Адашинською, мають сина Константія (*2005).

## Фільмографія
- 1991: Ferdydurke в ролі Поппі
- 1993: Samowolka в ролі Ромка
- 1994: Psy 2. Ostatnia krew в ролі крадія авто
- 1996: Poznań '56 в ролі робітника, друга Зенка
- 1999: Ogniem i mieczem (укр. «Вогнем і мечем») в ролі Козака
- 2000: M jak miłość в ролі Космали
- 2000: Pół serio в ролі Матеуша
- 2001: Pieniądze to nie wszystko в ролі сажотруса на даху
- 2002: Superprodukcja в ролі Бандзьора
- 2002: Sfora: Bez litości в ролі Дзьобатого
- 2002: Sfora в ролі Дзьобатого
- 2002: Samo życie в ролі Кароля
- 2003: Fala zbrodni в ролі Адама Кручовського
- 2003: Ciało в ролі Юлька
- 2003: Męskie-żeńskie в ролі пияка
- 2004: Vinci в ролі Цуми
- 2004: Kryminalni в ролі Леслава «Професора» Ґрадоня
- 2005: Oficer в ролі Ципи
- 2006: Francuski numer в ролі Леона
- 2006: Południe-Północ в п'яти ролях: Монах / Клен / Грибник / Далекобійник / Манєк
- 2007: Świadek koronny в ролі Яна «Бляхи» Бляховського
- 2007: Odwróceni в ролі Яна «Бляхи» Бляховського
- 2007: Wszystko będzie dobrze в ролі Анджея
- 2007: Wino truskawkowe в ролі Васильчука
- 2008: Ile waży koń trojański? в ролі колишнього чоловіка Зосі
- 2008: Lejdis в ролі Марка, нареченого Люції
- 2008: Londyńczycy в ролі Марціна, чоловіка Еви
- 2008: Kryptonim «Gracz» (телеспектакль) в ролі російського полковника
- 2009: Dom zły в ролі прокурора Томали
- 2009: Naznaczony в ролі Владека Сурмача
- 2009: Nigdy nie mów nigdy в ролі Рафала
- 2009: Spokój w duszy (Pokoj v duši) в ролі Петера
- 2009: Zero в ролі президента
- 2010: Kołysanka в ролі Макаревича
- 2010: Tajemnica Westerplatte в ролі Деїка
- 2010: Różyczka в ролі Романа Рожека
- 2010: Trick в ролі Сєрадського
- 2010: Grom. Część Pierwsza
- 2010: Zwerbowana miłość в ролі Анджея
- 2010: Śluby panieńskie в ролі Радоста
- 2011: Wymyk в ролі Альфреда ФІрлея
- 2011: Baby są jakieś inne в ролі Другого
- 2011: 4:13 do Katowic в ролі Артура
- 2012: W ciemności (укр. «У темряві») в ролі Леопольда Сохи
- 2013: Wałęsa. Człowiek z nadziei в ролі Леха Валенси
- 2013: AmbaSSada в ролі Адольфа Гітлера
- 2014: Pod Mocnym Aniołem в ролі Єжи